# Justicia racemosa
Justicia racemosa là một loài thực vật có hoa trong họ Ô rô. Loài này được Ruiz & Pav. mô tả khoa học đầu tiên năm 1798.